# 广州地铁二号线增购列车
广州地铁二号线增购列车是广州地铁的电动车组车款之一，地铁內部型號為A8，制造商产品型号为CCD5062。该款列车与同时期生产的三号线中车长客增购列车均由中車長春軌道客車制造，也是首批采用中国标准的地铁列车车型之一，实现了轴承、联轴节、高低压电气元器件等32项城轨国产化自主攻关部件当中28项产品的装车示范。
该款列车虽然以2号线名义增购，但现时全数在8号线服务，各节车厢亦获配8号线的编号。

## 沿革
2020年7月31日，广州地铁集团开始对二号线及三号线增购列车进行招标，当中将为2號線增购13列新列車。这两种车型的订单由中车长春轨道客车中标，双方在2021年12月17日签订时速80公里等级A型中国标准地铁列车的研制及试验项目合作协议。
2022年11月26日，首列增购列车（08x213-214）从长春运抵广州的郭塘货场，随后被转运至大洲停车场:11。该列车的其中一组动力单元（08A213-08B213-08C213）在2023年6月29日至7月1日举办的首届大湾区国际轨道交通展览会期间进行陈列展示。
目前所有列车均停放于白云湖车辆段，其中08x215-216作为首列载客列车于2023年11月20日晚间投入8号线服务。

## 列车概述

### 车体
列车采用铝合金梯形车体和现代简洁的前脸造型，车身以香槟色为底色，侧面及前脸绘有蓝色飾帶，車窗、门窗及飾帶周邊则漆为黑色，整车防火等级满足EN45545标准的HL3等级要求。

### 车内

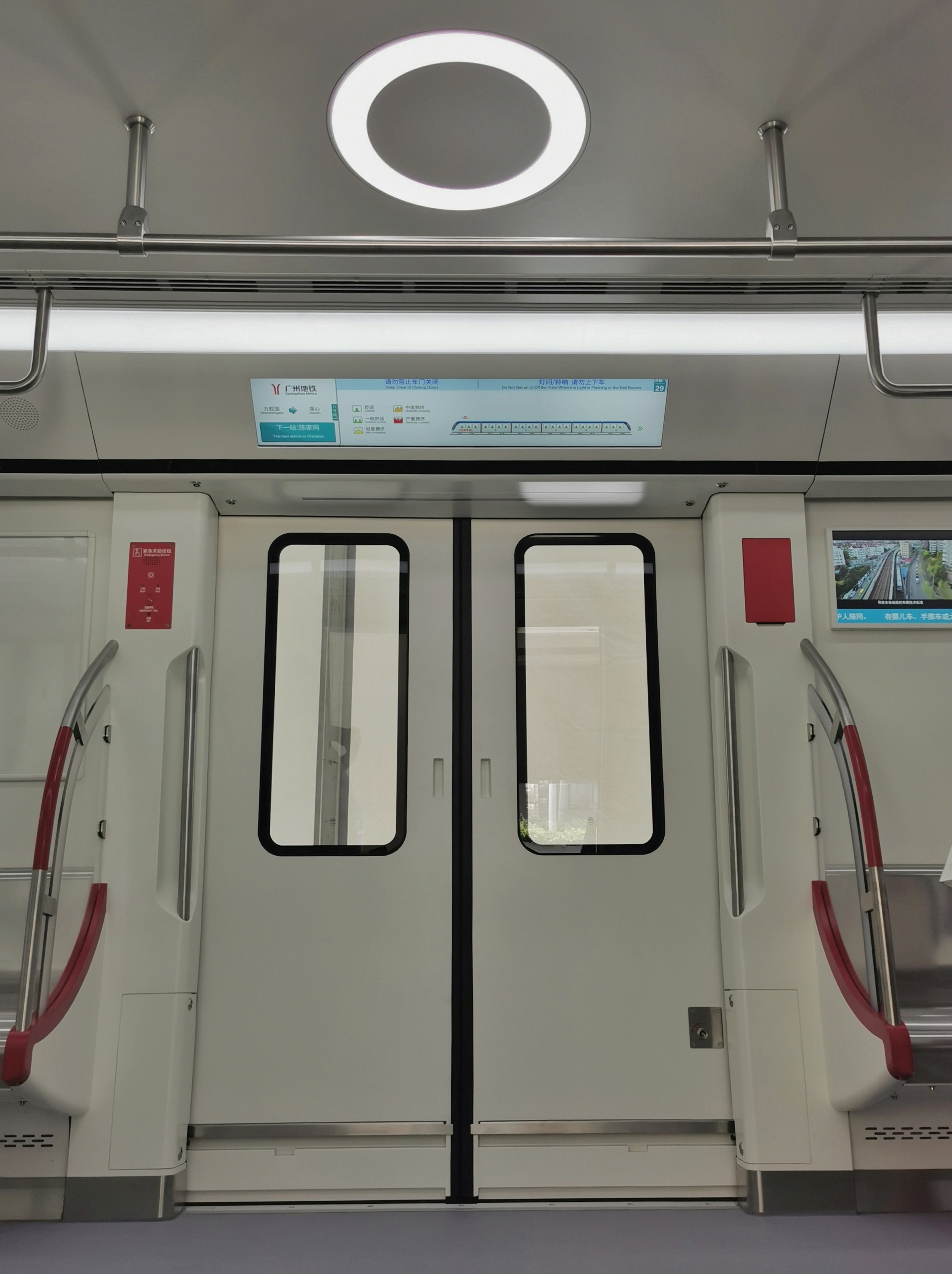
车门
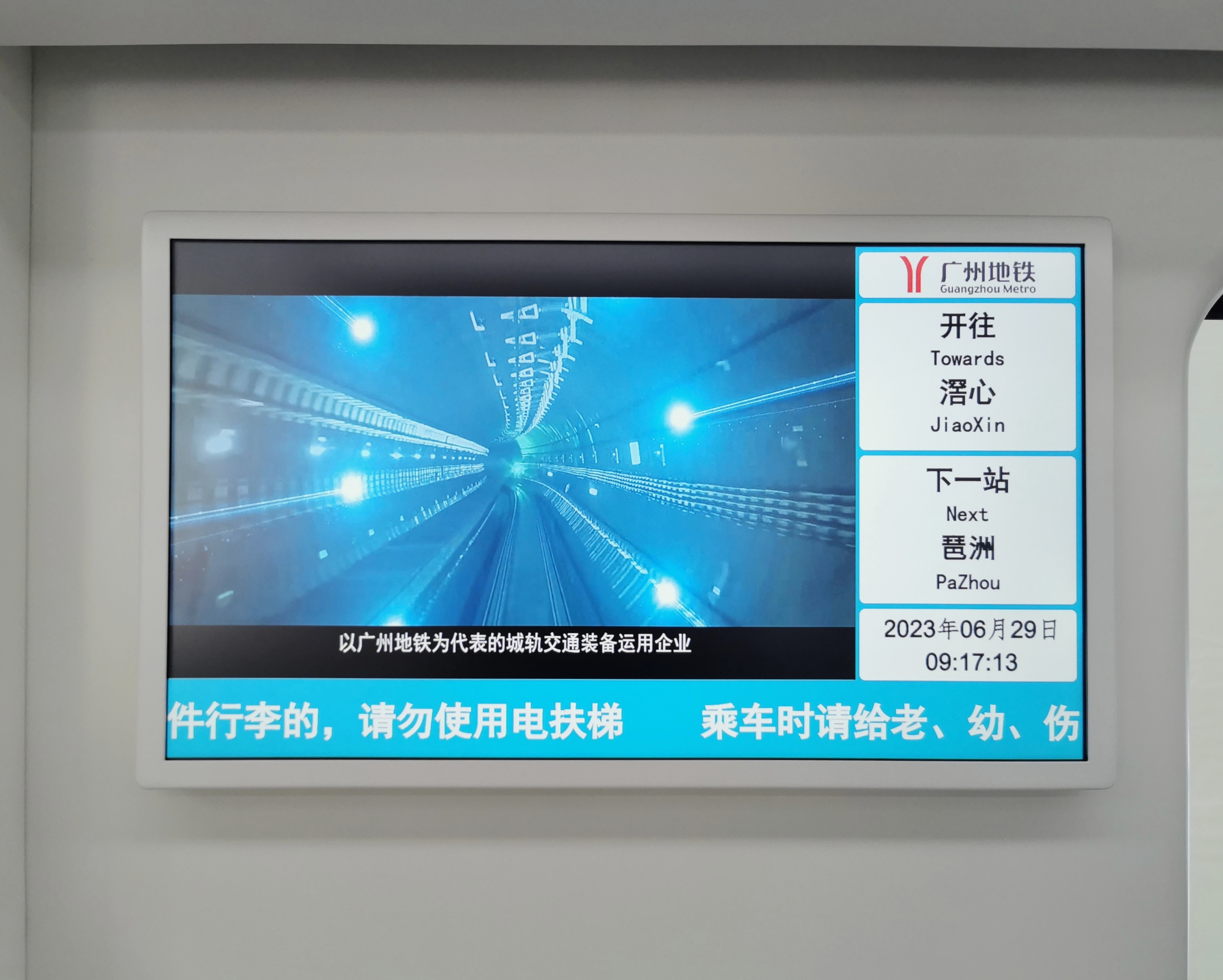
车载电视
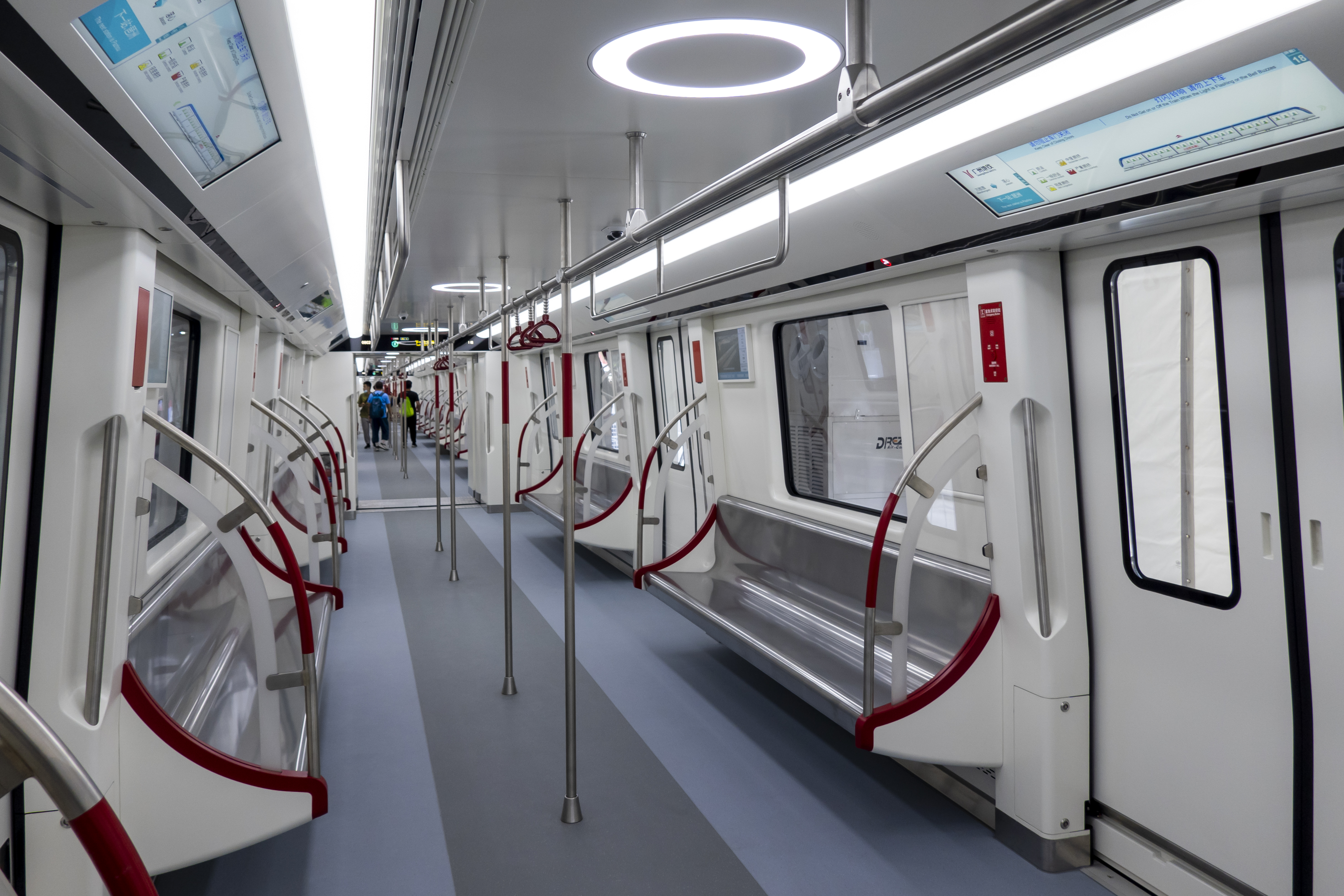
车厢内部

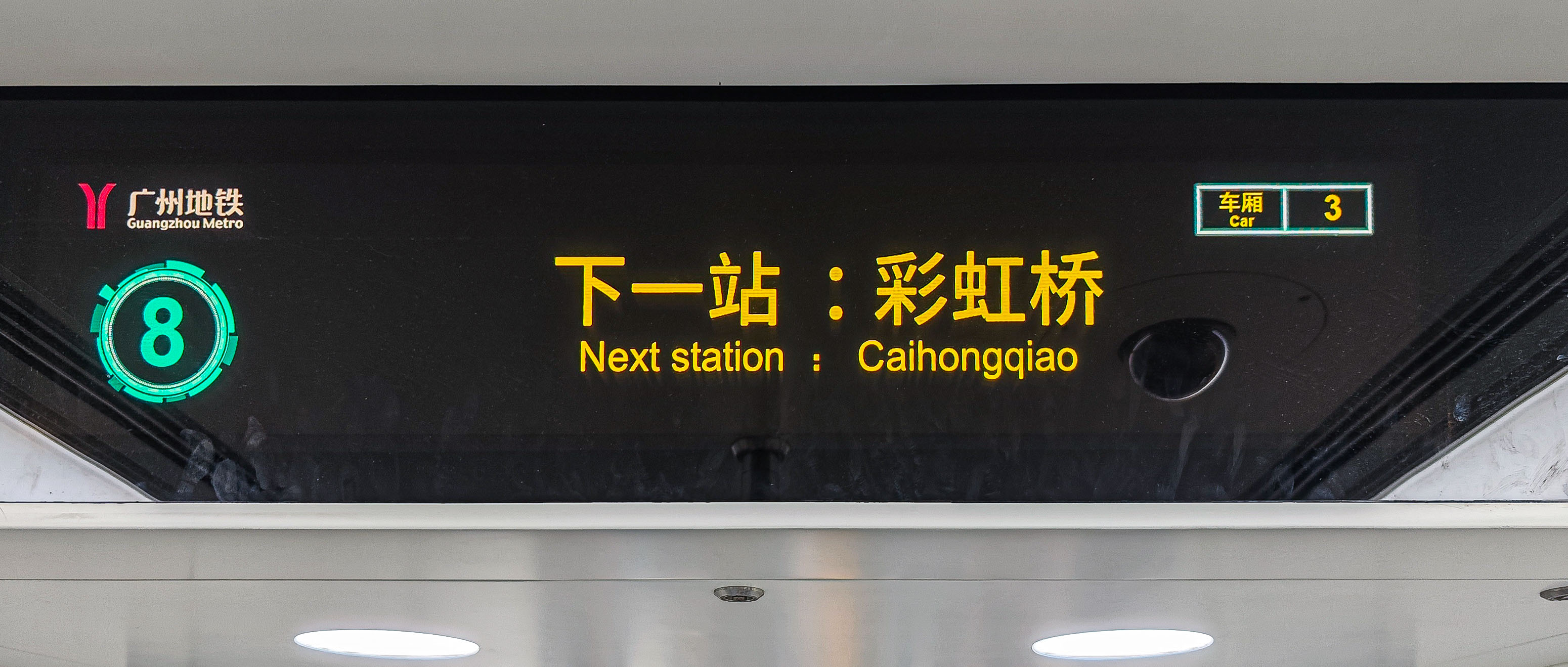
贯通道显示屏
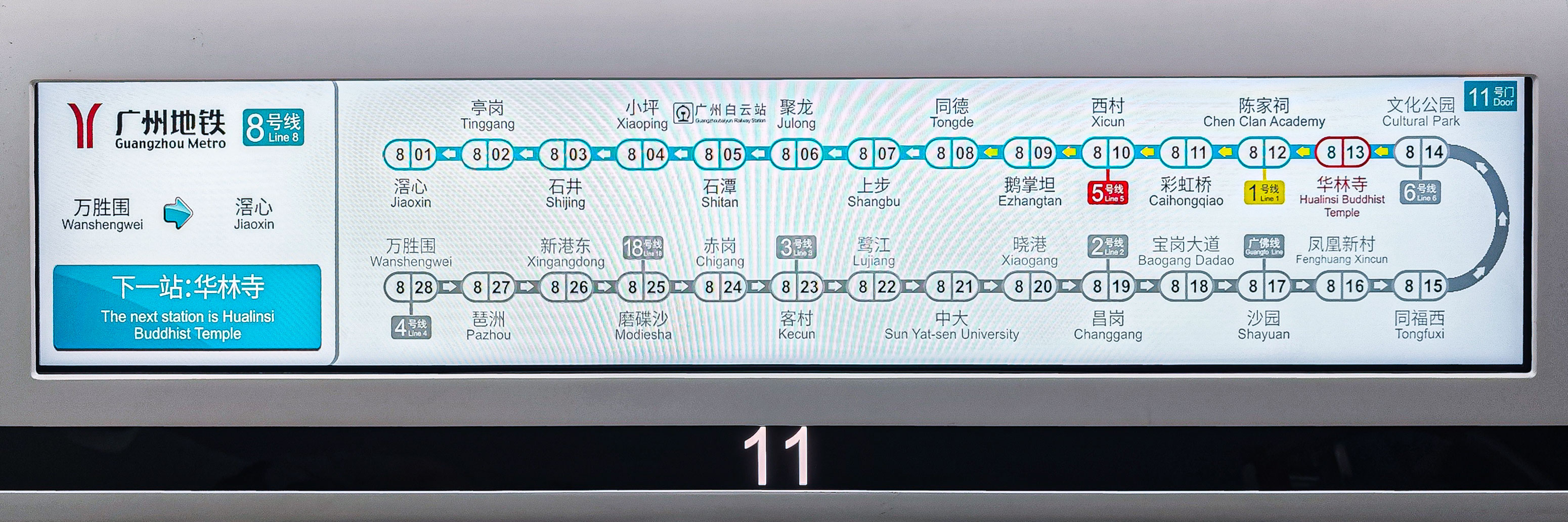
LCD动态地图（完整线路模式）
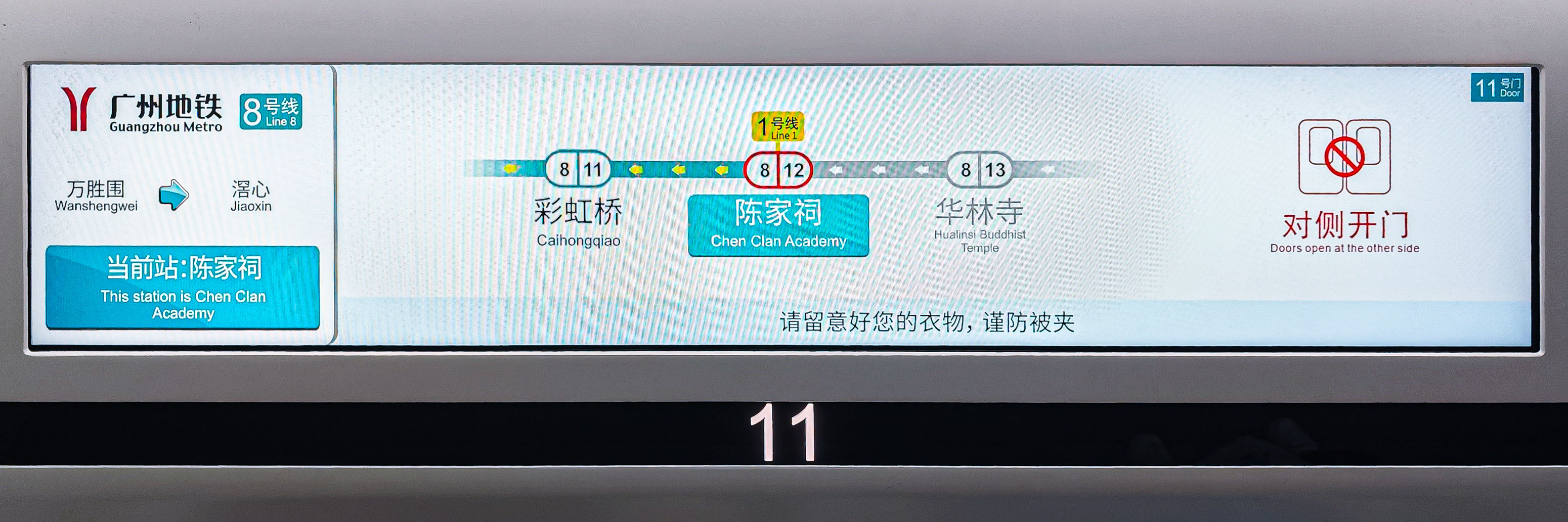
LCD动态地图（临近车站模式）

列车内装满足TB/T3139-2006标准的环保要求，车内采用白色LED灯提供照明，并配有不锈钢制扶手和座椅，立柱及座位两侧的扶手偏上部分使用广州地铁特色“红”进行衬托，设计风格结合了系列化标准地铁列车和广州地铁文化的元素，与十八号线／二十二号线列车的相近。
列车在车门上方设有LCD动态地图，并在車廂兩端贯通道的顶部设有信息显示屏，二者的式样与三号线东延段列车的类似。此外，列车还设有冷暖车厢，与变频空调系统的多变量综合控制策略相配合，可为乘客提供更舒适的乘车环境。

### 车钩与转向架

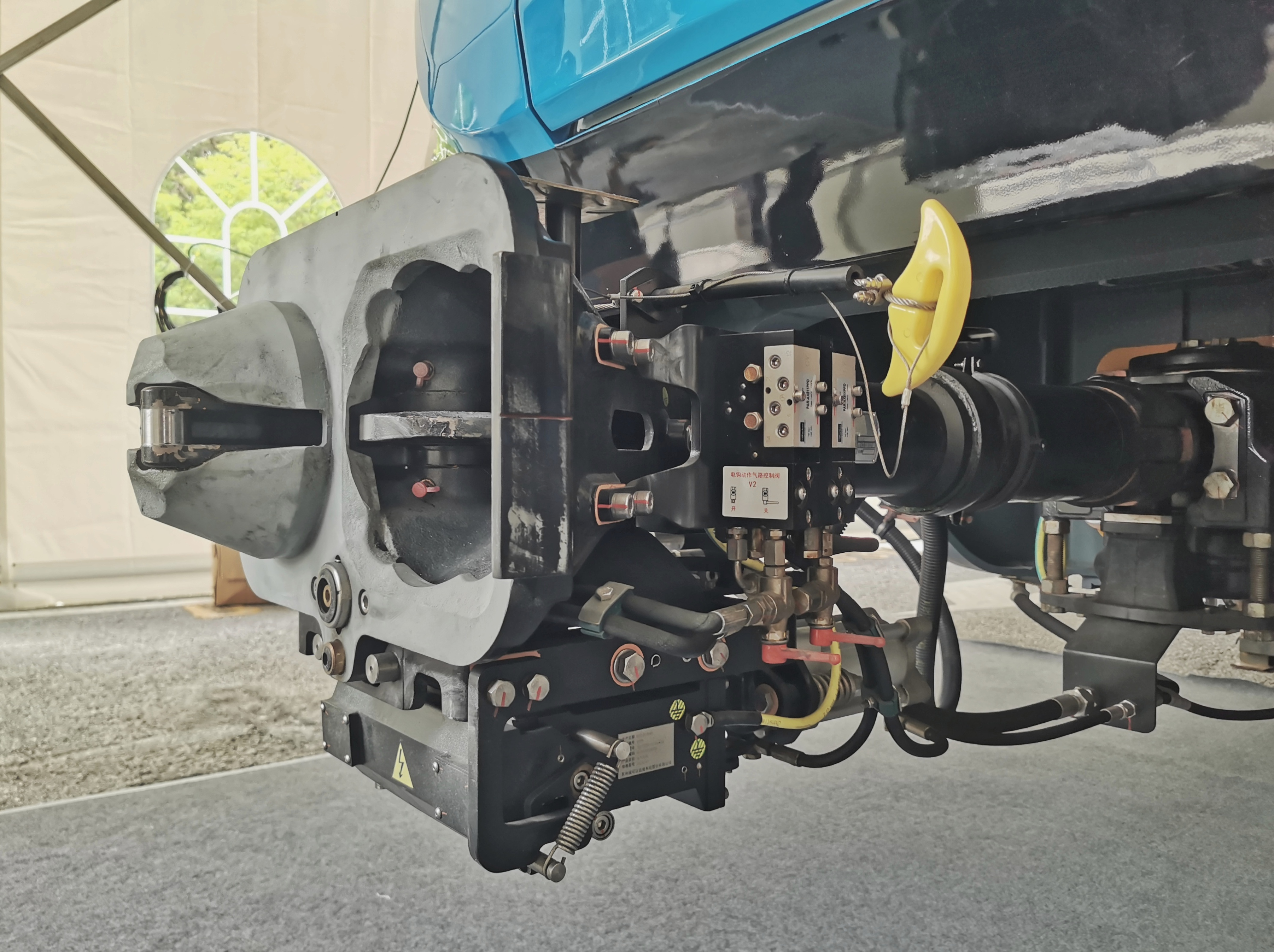
头车全自动车钩
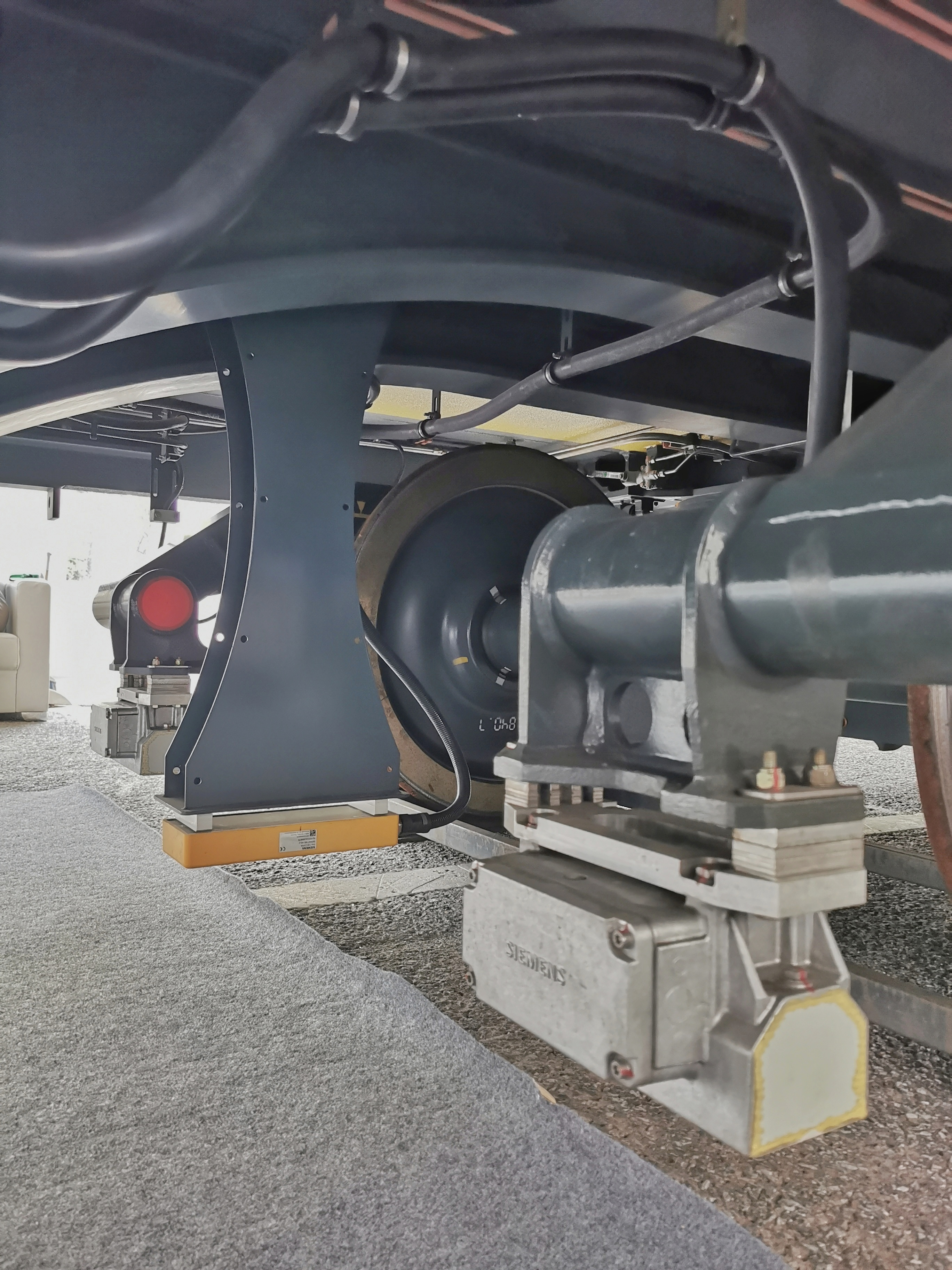
转向架天线
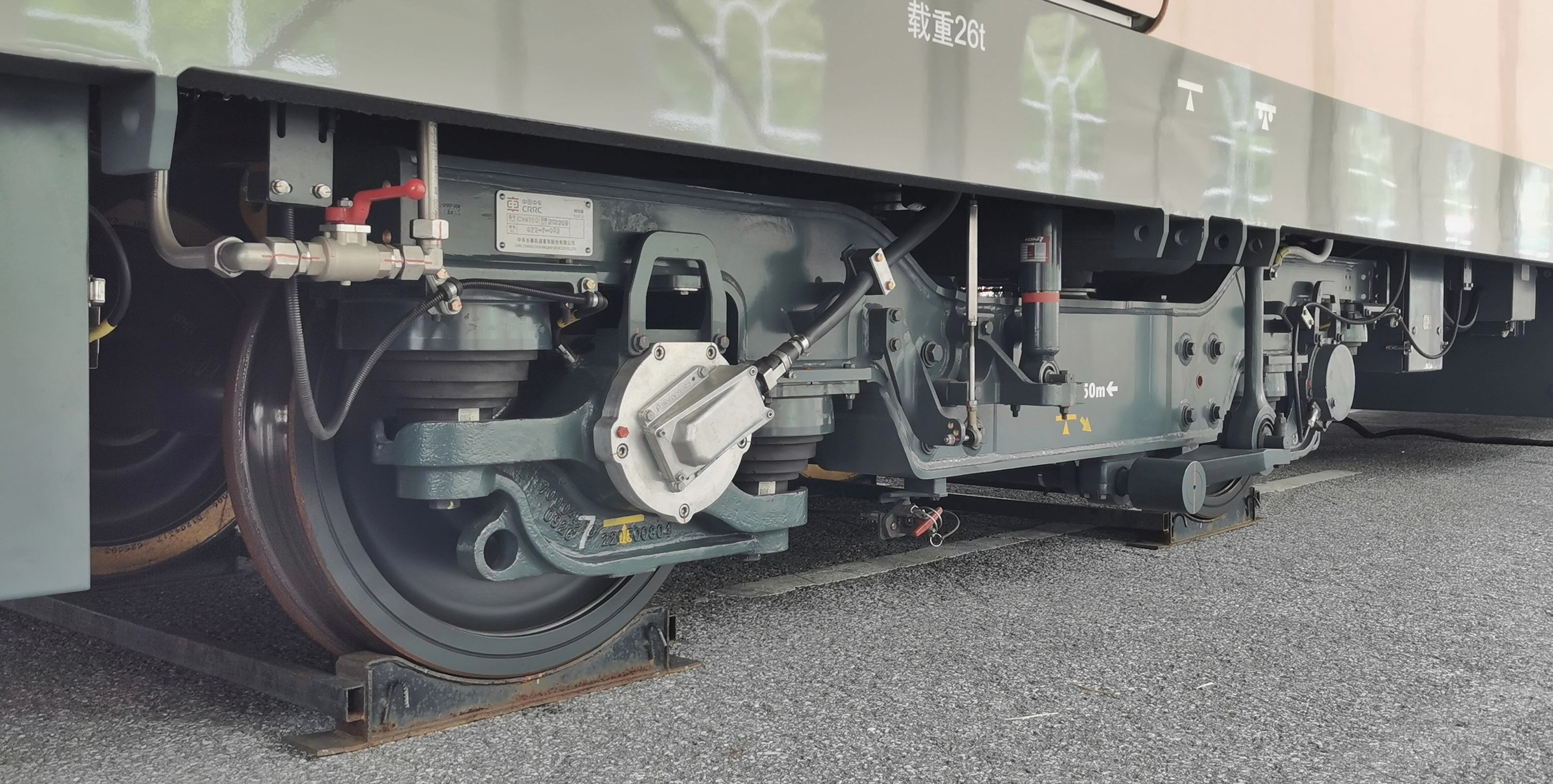
拖车转向架 CW-4100
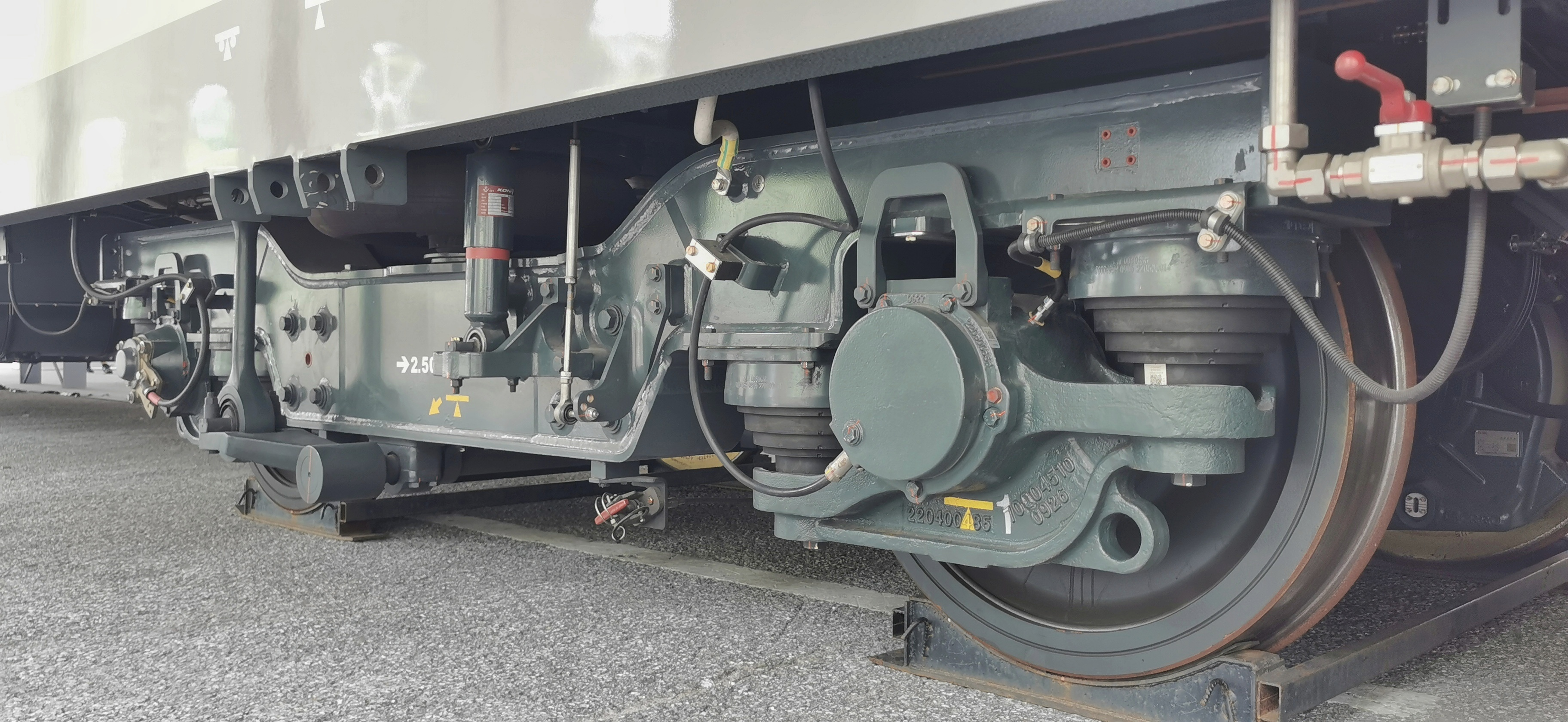
动车转向架 CW-4100D
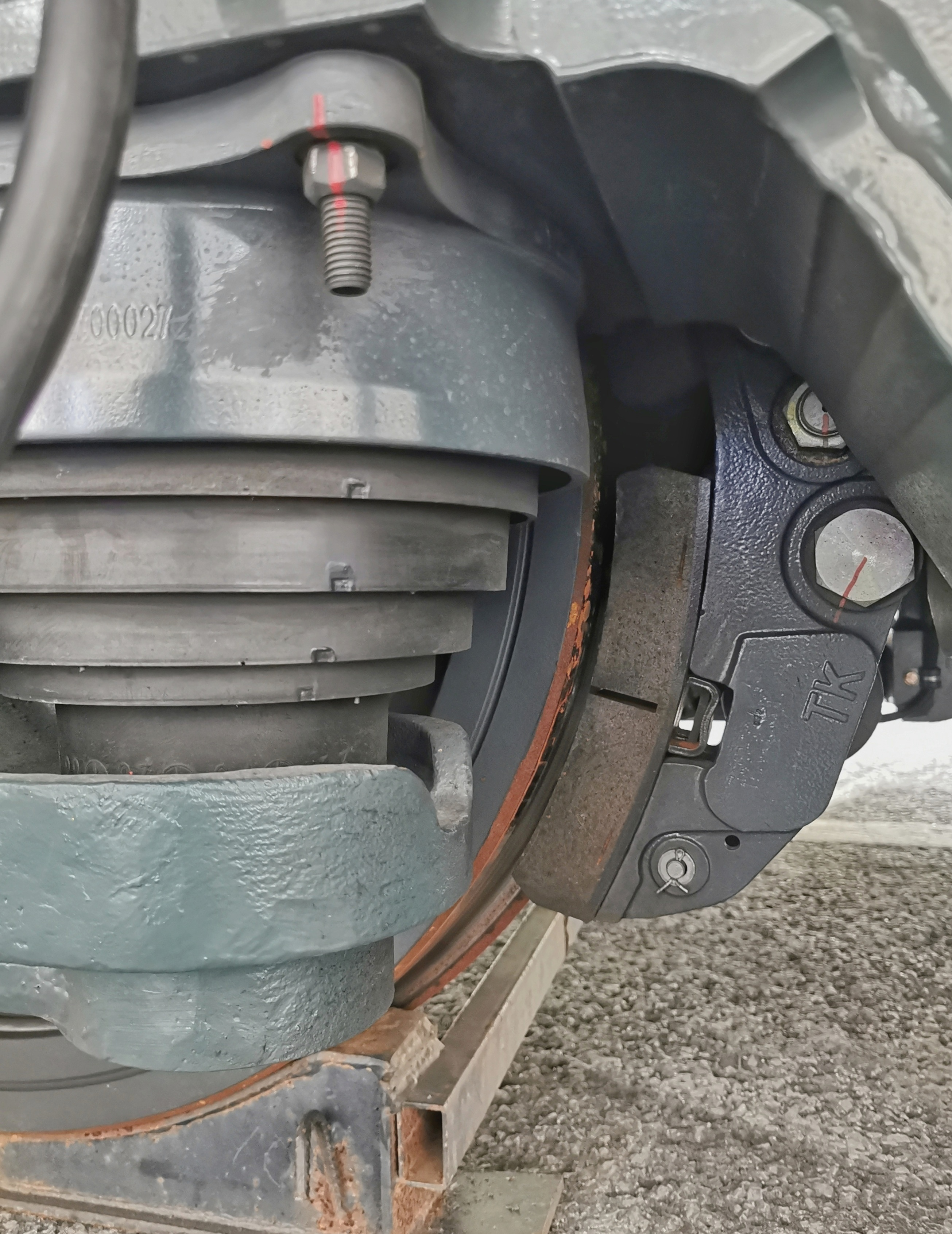
转向架闸瓦

列车采用的CW-4100/4100D转向架由中车长春轨道客车自主开发，以中国标准为主导，既保证了结构成熟性，又提高了转向架的模块化和标准化程度。转向架的构架为传统的“H”形焊接结构，一系悬挂采用金属橡胶弹簧结构，二系悬挂采用大柔度空氣彈簧支撑车体重量；转向架端部还布置有障碍物及脱轨检测装置，并预留干式和湿式轮缘润滑装置及走行部监控系统等接口。该转向架填补了中国中车在时速80公里等级的统型A型列车转向架方面的空白，为中国城轨市场实现产品的进一步统型及优化提升奠定了重要基础。
列车的两节A单元车厢头端设有全自动车钩，两节C单元车厢之间设有半自动车钩，其余的节与节之间设有两种半永久牵引桿。全自动车钩可实现不同列车间的自动连挂，半自动车钩和半永久牵引桿则使整列车的各节车厢在运行时成为一个整体。

### 牵引及辅助系统

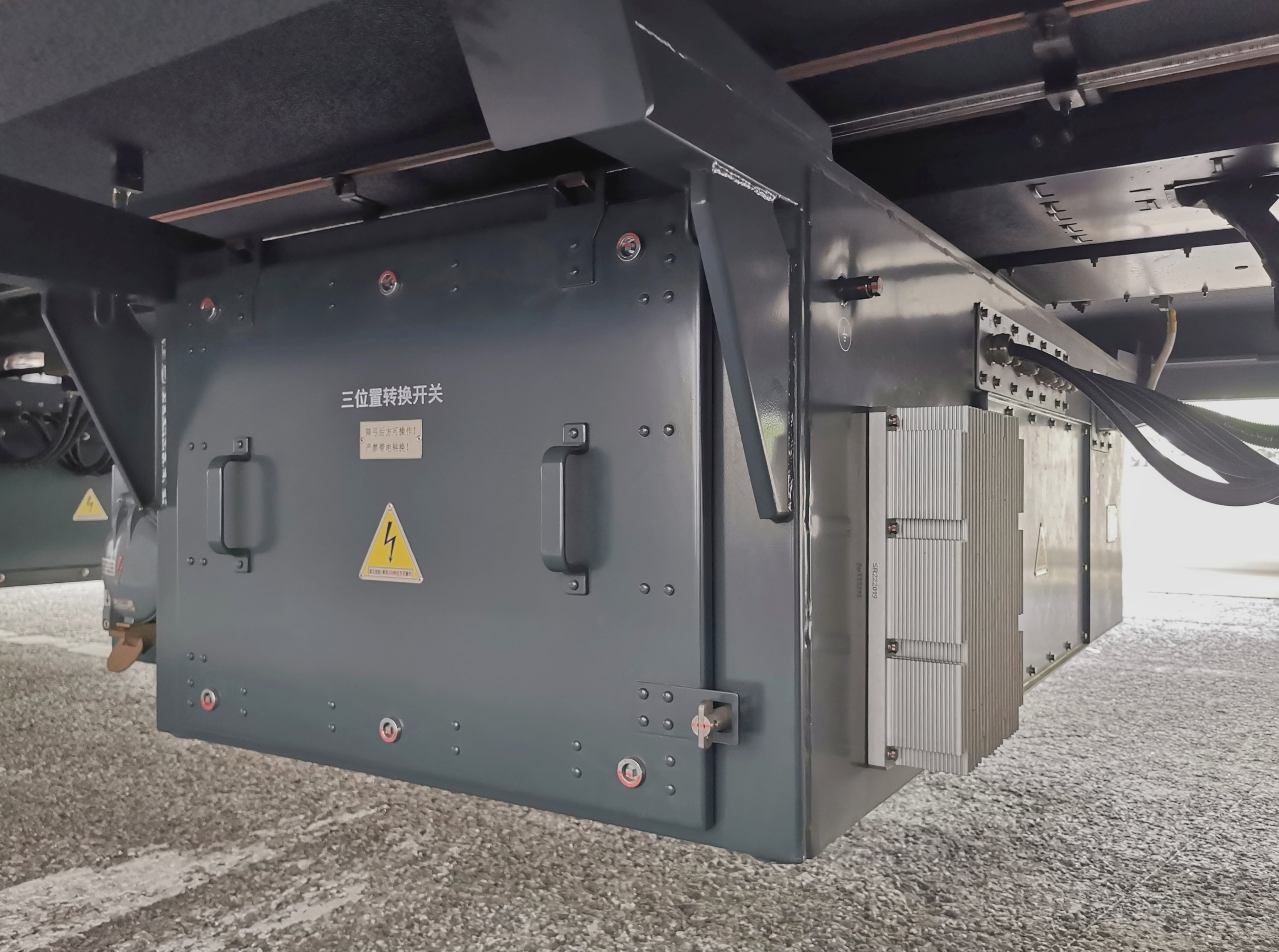
高压电器箱
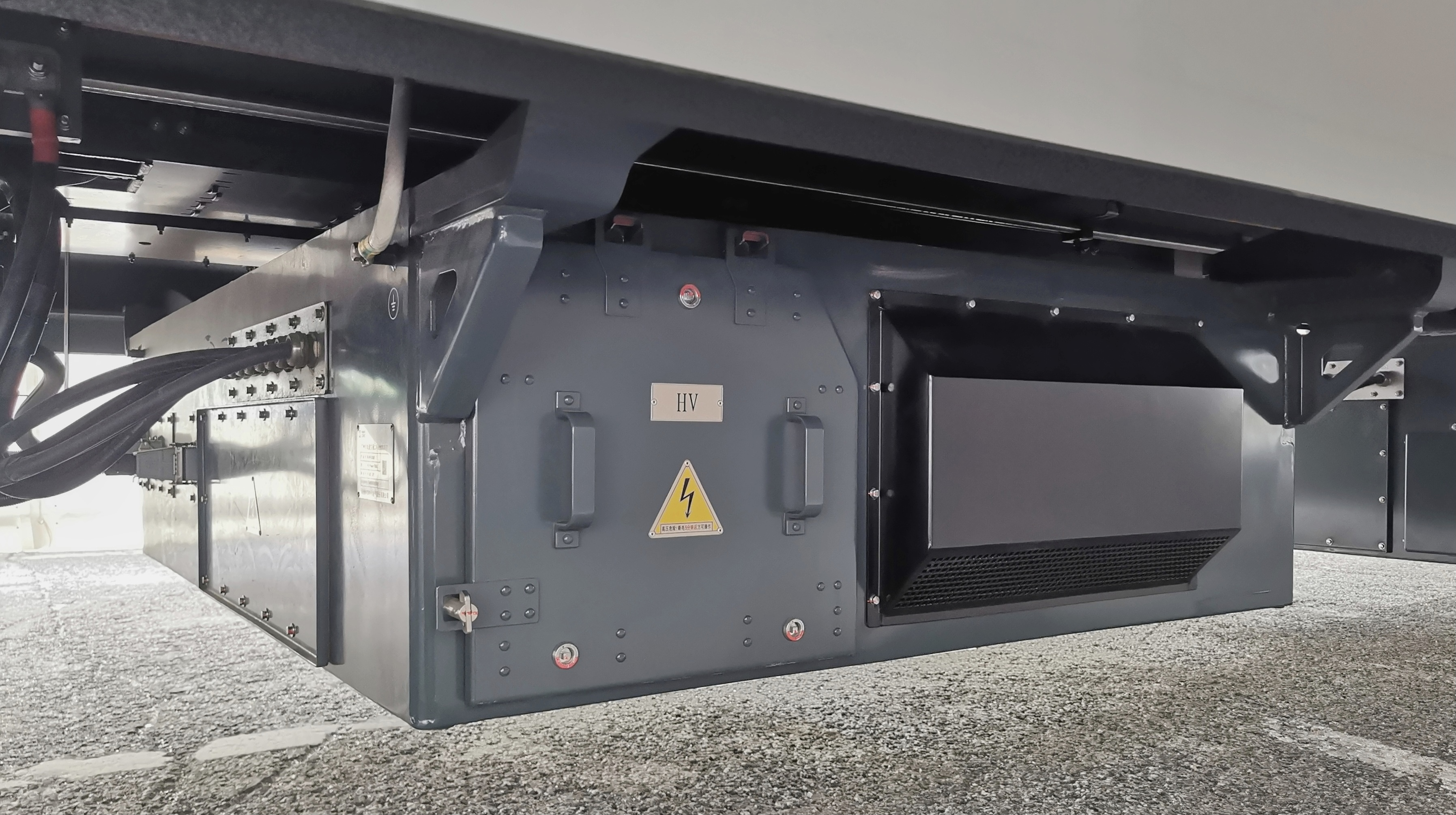
牵引逆变器
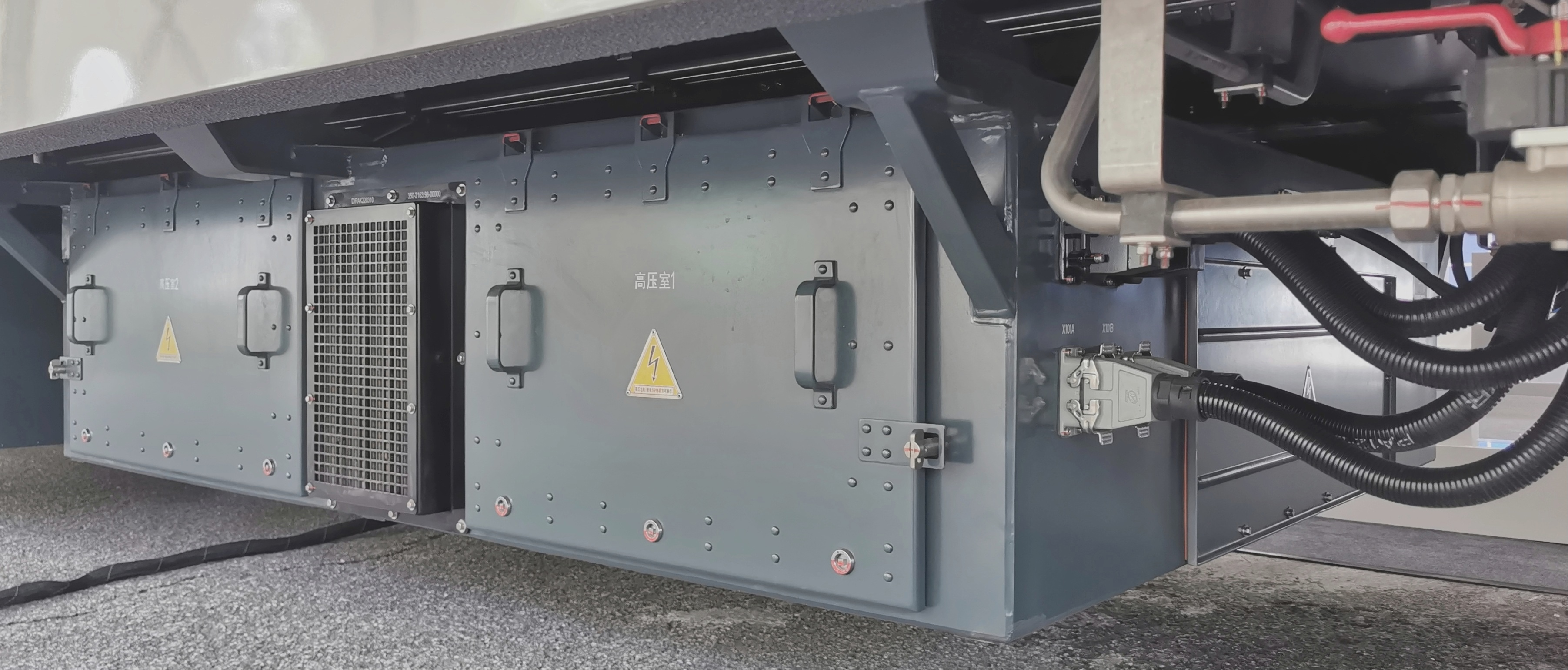
辅助电源

本款列车为广州地铁首批采用永磁同步牵引系统的列车车型之一，列车的高压电器箱、牵引逆变器和辅助电源由株洲中车时代电气提供，整车牵引系统可节能25%以上。
每节B、C单元车厢下方各安装一台牵引逆变器，每台牵引逆变器驱动四台额定功率190千瓦的永磁同步牵引电机。具体而言：每台电机对应一个逆变单元，每两个逆变单元及一个斩波单元集成在一套功率单元中；一个变流模块集成了两套功率单元，每套功率单元都与牵引逆变器内集成式电抗器中的一路相连；变流模块的直流侧采用车控方式控制，交流侧采用轴控方式控制。
牵引逆变器采用永磁P2平台（t Power-TN34系列）产品，以“安全可靠、绿色高效、小型轻量、智能便捷”为目标，满足SIL4安全功能等级，并拥有智能诊断功能，具有高工作效率、高安全系数、高集成度、高可靠性的优点，与永磁P1平台（t Power-TN27系列）产品相比，单台机器可实现体积减小36.34%、重量降低34.5%、额定损耗降低25.4%。
此外，每节B单元车厢下方各安装一台高压电器箱，每节A单元车厢下方各安装一台辅助电源。高压电器箱为适用于标准地铁列车平台的t Driver-EH144系列产品，内含高速断路器、辅助熔断器、三位置转换开关等部件，连接前端的受电弓及后端的牵引逆变器和辅助电源，对牵引及辅助系统整体进行保护；辅助电源为t Power-AA55系列高频辅变平台产品，两套135千伏安的电源单体（包括120千伏安的辅助逆变器和15千瓦的蓄电池充电机）集成在一个箱体内，单台机器与t Power-AA6系列工频辅变平台产品相比可减重400千克以上。

### 制动及供风系统
列车使用的EP09/T制动系统采用气电分离的设计，由独立的电子控制单元（EBCU）和气动控制单元（PBCU）组成。每列车安装两套制动系统，其设备配置与B5型列车的类似，每套系统由两台网关控制单元EP09G/T和四台制动控制单元EP09S/T组成，每节A、C单元车厢下方各安装一台EP09G/T 和一台EP09S/T，每节B单元车厢下方各安装两台EP09S/T。该系统采用架控方式的微机控制机制模拟直通式电空制动系统的运作，在EP09制动系统的基础上进行零部件的简统化和模块化设计，有效降低了系统的制造成本及运用维护费用。
此外，每节车厢各安装三个100升储风缸及四个60升储风缸，前者分别作为列车的主储风缸、制动储风缸和转向架用空气弹簧的主气室，后者作为转向架用空气弹簧的附加气室。100升储风缸由中车戚墅堰机车车辆工艺研究所提供，60升储风缸由长春市汽车冲压件有限公司提供。

## 列車編組
|                                                                                               | 二号线增购列车（A8） ←万胜围方向滘心方向→ |              |                 |              |                 |                 |   |                 |              |                 |              |              |   |
| 动力单元                                                                                      |                                           | 082×× （奇） | 082×× （奇）    | 082×× （奇） | 082×× （奇）    | 082×× （奇）    |   | 082×× （偶）    | 082×× （偶） | 082×× （偶）    | 082×× （偶） | 082×× （偶） |   |
| 車廂編號                                                                                      | 08A213 : 08A237                           |              | 08B213 : 08B237 |              | 08C213 : 08C237 | 08C214 : 08C238 |   | 08B214 : 08B238 |              | 08A214 : 08A238 |              |              |   |
| 受电弓                                                                                        |                                           | ＞           |                 |              | ＜              |                 |   |                 |              |                 |              |              |   |
| 車廂类型                                                                                      | =                                         | Tc           | -               | Mp           | -               | M               | + | M               | -            | Mp              | -            | Tc           | = |
| 安裝機器                                                                                      |                                           | SIV, BT      |                 | VVVF, BR, HV |                 | VVVF, BR, CP    |   | VVVF, BR, CP    |              | VVVF, BR, HV    |              | SIV, BT      |   |
| M：动力车；Mp：带受电弓的动车；Tc：带驾驶室的拖车                                             |                                           |              |                 |              |                 |                 |   |                 |              |                 |              |              |   |
| ＝ ：全自动车钩；+ ：半自动车钩；- ：半永久牵引杆                                             |                                           |              |                 |              |                 |                 |   |                 |              |                 |              |              |   |
| VVVF：牵引逆变器；SIV：辅助电源；HV：高压电器箱；BR：制动电阻；BT：蓄電池；CP：電動空氣壓縮機 |                                           |              |                 |              |                 |                 |   |                 |              |                 |              |              |   |